# Neštovice ptáků

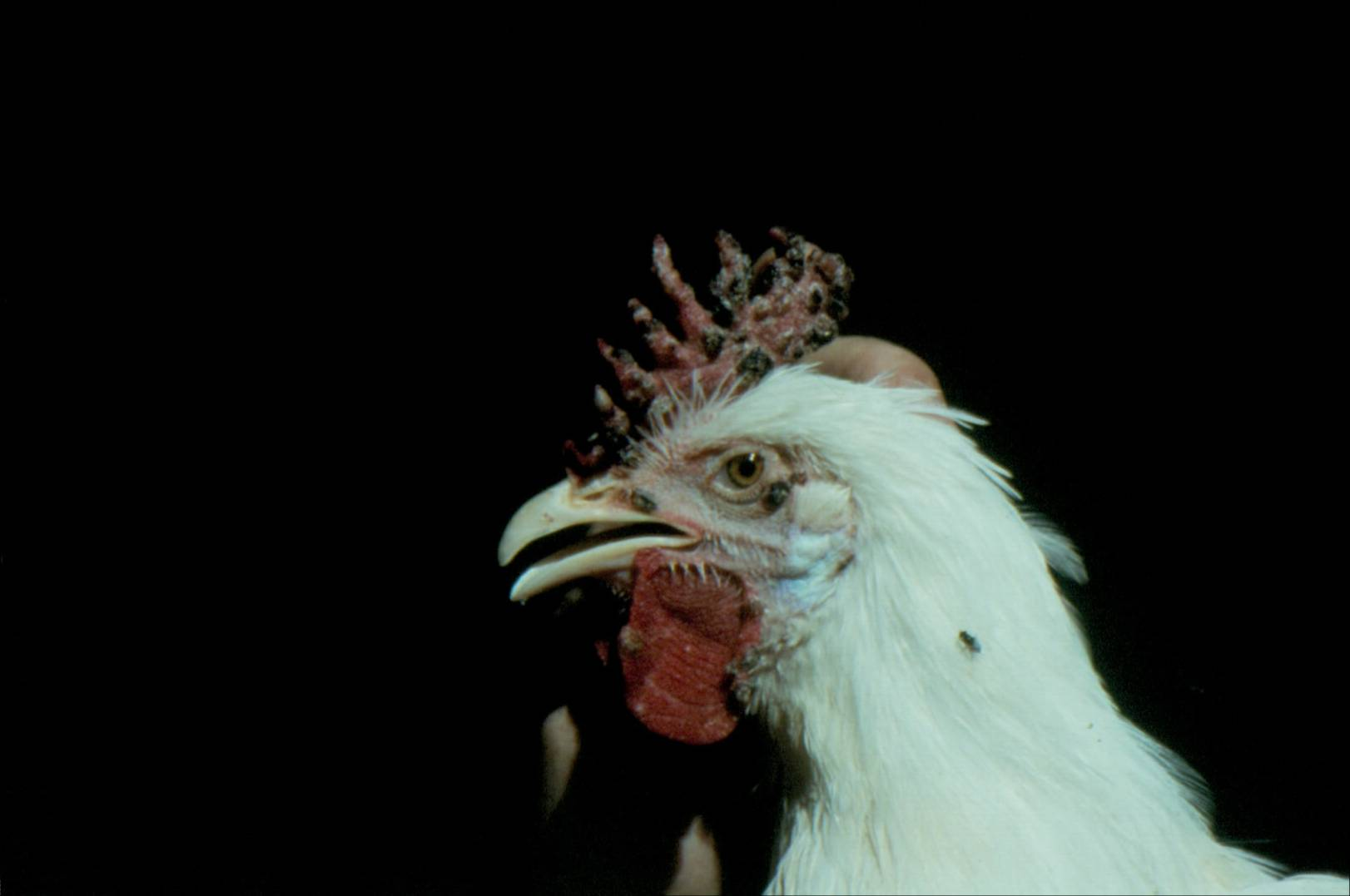
Kožní forma

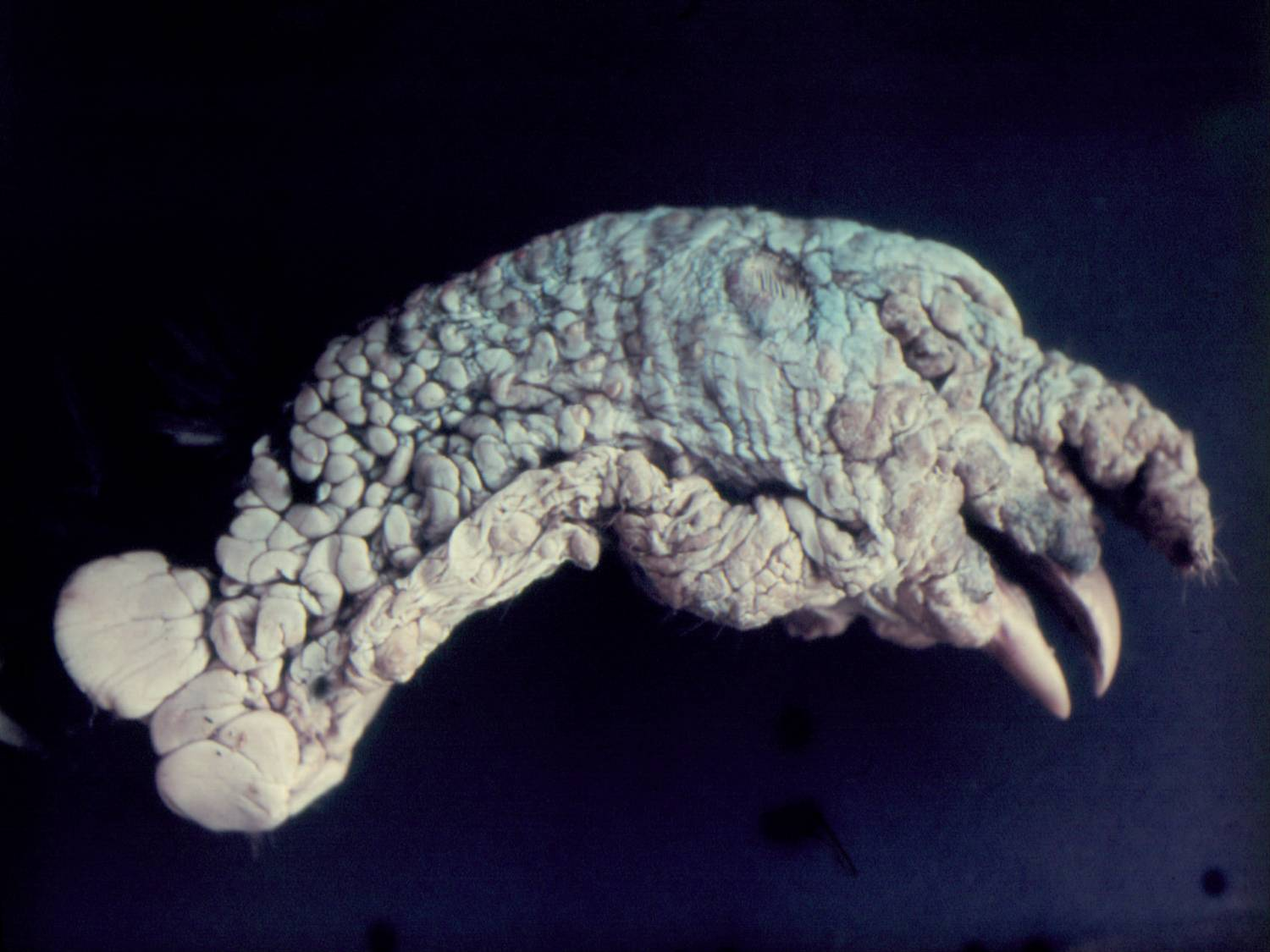
Kožní forma

Neštovice ptáků představují nakažlivé virové onemocnění drůbeže, pštrosů, holubů, exotů i volně žijícího ptactva, charakterizované změnami na kůži anebo difteriodním zánětem sliznic horních cest dýchacích. Nemoc je celosvětově rozšířená a způsobuje ztráty úhynem, snižováním hmotnostních přírůstků i snášky a brakací rekonvalescentních chovů.

## Příčiny nemoci (etiologie)

### Charakterizace viru
Původcem onemocnění je poxvirus z rodu Avipoxvirus, který zahrnuje všechny ptačí neštovičné viry a který je zahrnován do podčeledě Chordopoxvirinae a čeledě Poxviridae. Poxviry byly prokázány min. u 60 druhů ptáků z 20 čeledí, včetně drůbeže. Ptačí poxviry jsou druhově specifické a diferencují se na základě jejich antigenních a biologických vlastností na typy, z nichž nejznámější jsou slepičí, krůtí, holubí a kanáří typ. Prototypovým virem rodu je slepičí poxvirus.
Poxviry představují největší viry s komplexní stavbou virové partikule – jejich velikost se pohybuje kolem 250-300 nm (jsou viditelné i v optickém mikroskopu jako tzv. Borrellova tělíska). Mají vícevrstevný vnější obal a bikonkávní dřeň, obsahující dvouvláknovou DNA. Ptačí poxviry vykazují stejnou morfologii jako ostatní příslušníci čeledi Poxviridae. Jsou rezistentní k éteru a k vlivům vnějšího prostředí, jsou ale vnímavé na chloroform a na většinu komerčních dezinfekčních prostředků. Pomnožují se v embryích mnoha ptačích druhů za vzniku proliferativních změn na chorioalantoidní membráně (poky) a v buněčných kulturách s tvorbou cytopatického efektu (plaky). Infikované buňky obsahují lipofilní cytoplasmatické inkluze (Bollingerova tělíska). U několika kmenů holubích poxvirů a u jednoho kmene slepičího poxviru byl prokázán hemaglutinin. Syntéza DNA i maturace viru probíhá v cytoplasmě infikovaných buněk.

## Vznik a průběh nemoci (epizootologie)

### Hostitel
Vzhledem k výskytu neštovic u mnoha druhů ptáků se předpokládá vnímavost k infekci u všech ptáků a to bez ohledu na věk. Ekonomicky nejzávažnější jsou neštovice u kura domácího a u krůt. Rychle a s vysokými ztrátami probíhají neštovice u kanárů. U pštrosů byly neštovice pozorovány v Izraeli, jižní Africe a v Arizoně.

### Přenos
K přenosu infekce dochází horizontálně přímým kontaktem s infikovanými jedinci nebo nepřímo stykem s kontaminovaným prostředím. Savý a bodavý hmyz může virus nejen dlouhodobě přechovávat, ale i přenášet na větší vzdálenosti. K nakažení dochází inhalačně nebo porušenou (poraněnou) pokožkou či sliznicí horních cest dýchacích. Častější je výskyt nemoci na podzim a v zimě, u nosnic na konci snáškového období. Holubi se obvykle nakazí při vzájemném kontaktu na závodech, výstavách nebo při transportech. U krůt byla prokázána možnost přenosu při umělé inseminaci.

### Patogenita
Virus neštovic vykazuje určitý stupeň hostitelské specifity. Některé kmeny jsou patogenní pro více hostitelských druhů, jiné jsou specifikovány pouze na určitého hostitele nebo mají omezený počet hostitelů. Kanáři jsou vysoce vnímaví na kanáří kmeny, zatímco proti infekci krůtím, slepičím či holubím typem viru jsou rezistentní. Podobně holubí virus je silně patogenní pro holuby, ale u krůt a slepic vyvolává pouze mírné infekce. Kachny jsou vnímavé na krůtí neštovice, zatímco slepičí virus je pro ně nepatogenní. Izoláty z divoce žijících ptáků mají variabilní patogenitu pro drůbež.

## Projevy nemoci (symptomatologie)
Neštovice se vyskytují u ptáků bez ohledu na věk i pohlaví; u drůbeže je častější výskyt u pohlavně dospělých jedinců.

### Klinika
Inkubační doba při přirozené infekci se pohybuje mezi 4-14 dny u kura domácího, krůt a holubů; u kanárů činí asi 4 dny.
Onemocnění může probíhat ve formě kožní, slizniční nebo smíšené. Jako další možná forma neštovic byla popsána infekce nazálních dutin, klinicky připomínající hemofilovou rýmu. Existují také latentní infekce. Průběh je obvykle chronický; k promoření hejn dochází během 1-3 měsíců. Nemocnost je rozdílná, podle virulence viru a zoohygienických podmínek chovu. Mortalita při kožní formě je nižší než při formě slizniční, která je často komplikována sekundárními bakteriálními infekcemi a kdy úhyny mohou dosahovat až 50 %. U nosnic klesá snáška, u násadových vajec oplozenost i líhnivost.
- Při kožní formě se zjišťují ojedinělé nebo splývající různě velké kožní eflorescence (papuly, krusty) na neopeřených (kořen zobáku, okraje nozder a očních víček, hřebínek, kožní přívěsy, okolí kloaky, běháky) a někdy i opeřených částech těla. Kožní změny mohou být malé a ohraničené nebo mohou splývat v různě velké okrsky. Změny jsou zpočátku vlhké, ale rychle vysychají, povrch je nepravidelný, žlutohnědé nebo tmavohnědé barvy. Po mechanickém odstranění změn je spodina vlhká a hemoragická. Po zaschnutí strupy odpadávají a zůstává jizva. U pštrosů se mohou pozorovat kožní změny na očních víčkách a na kůži bez peří přiléhající k zobáku. Změny na očních víčkách mohou splývat a může dojít ke srůstu očního víčka s očním bulbem (symblefaron) a slepotě.

- Při slizniční (difteroidní) formě se objevují v dutině zobáku a horních cestách dýchacích difteroidně nekrotické pablány, které pevně lpí na sliznici a při odstraňování krvácejí. Vyskytují se dýchací potíže, dušení, snížený příjem krmiva (progresivní hubnutí) a většinou i úhyn. Změny v průdušnici ztěžují dýchání a mohou imitovat příznaky při infekční laryngotracheitidě. U nosnic dochází k poklesu snášky, u mladých kuřat se zpomaluje růst. U kanárů je častý septikemický průběh s vysokou mortalitou. Slizniční změny u pštrosů jsou charakterizovány fokálním zánětem a výskytem pseudomembrán v dutině zobáku, hltanu, hrtanu až průdušnice, což může vyvolávat dušnost i bránit příjmu potravy. Morbidita i mortalita mohou být až 80 %, resp. 50 %.

- Při smíšené formě se vyskytují kožní i slizniční změny současně.

Pitevní nález odpovídá klinickému obrazu. Při generalizované formě se zjišťují dystrofické a nekrotické změny na játrech, případně myokardu. Mikroskopicky se prokazuje difteroidní zánět sliznic, ložisková hyperplazie buněk epidermis s nálezem cytoplasmatických inkluzí (Bollingerova tělíska).

## Diagnostika
Diagnóza neštovic se stanovuje podle klinických, patologických a histologických změn (nález inkluzí), případně laboratorně izolací a identifikací původce.
Difteroidní formu neštovic s respiračními příznaky nutno odlišit od jiných respiračních onemocnění, zejména od infekční laryngotracheitidy, která je vyvolávánaherpesvirem produkujícím intranukleární inkluze. Podobné změny také způsobuje nedostatek kyseliny pantotenové, biotinu a mykotoxin T-2.
Slizniční změny u holubů nutno odlišit od trichomonózy (mikroskopické vyšetření nebo kultivace). Dále je nutné vzít v úvahu kandidózu, favus, aspergilózu, hypovitaminózu A, u holubů infekce holubím herpesvirem. U amazoňanů existuje tracheitida vyvolávaná herpesvirem. Při kožní formě neštovic je nutné odlišit poranění kůže (hřebínku).

## Terapie a prevence
Kauzální terapie neštovic neexistuje. K potlačení sekundárních bakteriálních infekcí se používají antibiotikum nebo chemoterapeutika, zvyšuje se přívod vitamínu A; jednotlivá zvířata v malých chovech lze ošetřit lokálně. Prevence spočívá především v hygieně a sanitaci prostředí a ochraně chovů před zavlečením infekce. V ohrožených oblastech se chovy vakcinují. Nejčastěji se používají vakcíny obsahující slepičí nebo holubí typ viru. Úspěšnost vakcinace je nutné kontrolovat. Podle zákona o veterinární péči č. 166/1999 Sb. představují neštovice ptáků nebezpečnou nákazu.
U pštrosů se používají lokálně antibiotika, podpůrná léčba a zvýšený přívod tekutin. Nemocná zvířata se izolují od ostatních. V endemicky postižených oblastech se používají komerční vakcíny pro drůbež s holubím nebo slepičím kmenem viru, aplikované v 2. týdnu věku metodou wing-web. V odchovnách pštrosích kuřat se doporučuje kontrolovat výskyt komárů.
U volně žijícího ptactva mají vyšší náchylnost k ptačím neštovicím sýkory koňadry. V případě zvýšeného výskytu ptáků s neštovicemi u krmítka je třeba přestat s přikrmováním a odstranit další zařízení, kde dochází k jejich kontaktu (např. ptačí napajedla), aby se nemoc dále nešířila.